# Джоржетт Мосбахер
Джоржетт Мосбахер (*16 січня 1947) — американська політична діячка. Голова консультативної ради  фонду «Зелений берет».     
14 лютого 2018 року президент Дональд Трамп призначив Мосбахер послинею в Польщі .  12 липня 2018 року її кандидатуру затвердив Сенат США.

## Польсько-російський скандал
Восени 2019 року вибухнув польсько-російський дипломатичний скандал, пов'язаний з Резолюцією Європарламенту від 19.10.2019, яка поклала провину за розв'язання Другий світової війни не тільки на Гітлера, але і на Сталіна.
У зв'язку з цим 29 грудня 2019 року Мосбахер зробила заяву в Твіттері:

Шановний Президенте Путін, Гітлер і Сталін разом почали Другу світову війну.
Оригінальний текст (англ.)
Dear President Putin, Hitler and Stalin colluded to start WWII.

На її думку, «Польща була жертвою цього жахливого конфлікту».

У відповідь спікер Держдуми В'ячеслав Володін заявив, що думка Мосбахер ображає громадян як Росії, так і США

Послиня США в Польщі своєю заявою ображає не тільки громадян Росії й колишніх республік СРСР, але і Сполучених Штатів Америки. Незнання історії неприпустиме, коли офіційні представники країни, котра входила до антигітлерівської коаліції, на передодні 75-річчя Перемоги роблять такі заяви.